# 佐藤琴乃
佐藤 琴乃（さとう ことの、1999年11月30日 - ）は、日本のアイドル、歌手、ダンサー、女優。激情型ロックアイドル「AKIARIM」のメンバー。AKIARIMでは「kotono」として活動している。
東京都出身、血液型はB型。射手座。エコーズエンタテイメント所属。

## 略歴
- 2013年、ピンク・ベイビーズに加入。 同グループは2017年5月26日解散。
- 2017年9月にFLOWLIGHT[1]に加入。同グループは2019年12月31日に活動を休止[2]。
- 2020年2月、FLOWLIGHTを引き継ぐAKIARIMに加入。

## 人物・エピソード
尊敬・憧れ：安室奈美恵、Official髭男dism
お気に入りの曲：beginning
好きなもの：ミルクティー、赤から、ディズニー、名探偵コナン、アンパンマン、鬼滅の刃、映画館、家、カラオケ 
嫌いなもの：動いている鳥、虫、争い事
寿司屋に行くとサーモンと茶碗蒸ししか食べない。
ライブなどで初対面の人からは大体の場合「思ったよりも小柄」もしくは「リスのようだ」と言われることが多い。
大きな目と肩にかかるくらいの髪が特徴。両耳に複数のピアスをつけている。穏やかな性格。
佐藤琴乃デザインシリーズ『shine』を製作中。名前の由来は「キラキラした明るい気持ちがたくさんの人に届きますように」とのこと。

## 出演

### 舞台
- アリー・エンターテイメント「PIRATES OF THE DESERT 3 ～偽りの羅針盤と真実の操舵輪～[4]」（2017年4月12日 - 16日、池袋・シアターグリーン BIG TREE THEATER） - カイ 役
- アリスインプロジェクト ｢クォンタムドールズ2017[5]」光組（2017年7月5日 - 9日、六行会ホール） - ドーター 役[6]
- アリスインプロジェクト ｢バックイン・ミレニアム[7]｣ 空組（2017年8月10日 - 16日、新宿村LIVE） - 萌乃萌絵 役
- アリスインプロジェクト ｢アリスインデッドリースクール・ノクターン[8]｣ （2017年10月4日 - 9日、新宿村LIVE） - 緑浜塔蘭 役[9]
- アリスインプロジェクト「チェンジングホテルTOKYO[10]」藤組（2017年12月14日 - 17日、新宿村LIVE） - 五所川原御杖 役[11]
- ステラガールズプロジェクト｢星屑ドゥームスデイ｣ （2017年10月22日、阿佐ヶ谷シアターシャイン） - ゲスト 稲葉 役[12]
- HAPPY MAP「HAPPY MAP」（2018年1月19日 - 21日、ワーサルシアター八幡山） - カムイ 役[13]
- アリスインプロジェクト「降臨Hearts[14]」星組（2018年7月12日 - 16日、新宿村LIVE） - 勝海舟 役
- アリスインプロジェクト「DANCE DANCE DANCE 〜Dark Dungeon ver.〜[15]」（2020年1月30日 - 2月11日、池袋・シアターKASSAI） - 塔福美柑 役[16]
- さるしばい『足跡』「明日の後で」（2022年10月6日 - 16日、大塚・萬劇場） - 綾瀬真波 役
- O-keyプロデュース「夢幻の如く時が嘲笑う-新-」夢チーム（2023年4月19日 - 23日、新宿・シアターモリエール） - 荻野目 役[17]

### 映画
- ｢アリスインデッドリースクール・アジタート[18]｣ （2017年10月、監督：山岸謙太郎） - 緑浜塔蘭 役

### テレビ
- テレビ朝日「全力坂」
  - 幽霊坂（2020年4月20日）[19]
  - 男坂（2020年4月29日）[20]

## ユニット
- ピンク・ベイビーズ（2013年 - 2017年5月） - ダンスリーダー、 ピンク・ベイビーズの項を参照
- FLOWLIGHT[21]（2017年9月 - 2019年12月）
- AKIARIM（2020年2月 - ） - AKIARIMの項を参照